# Borgounito
Borgounito war eine Gemeinde in der italienischen Provinz Bergamo. Sie entstand 1928 aus dem Zusammenschluss der vier Gemeinden Berzo San Fermo, Borgo di Terzo, Grone und Vigano San Martino.
In der Gemeinde lebten 3274 Einwohner (Stand: 1936). 1947 wurde sie aufgelöst und die vier Gründungsgemeinden erhielten ihre Eigenständigkeit zurück.